# Marele Deșert Nisipos (Australia)

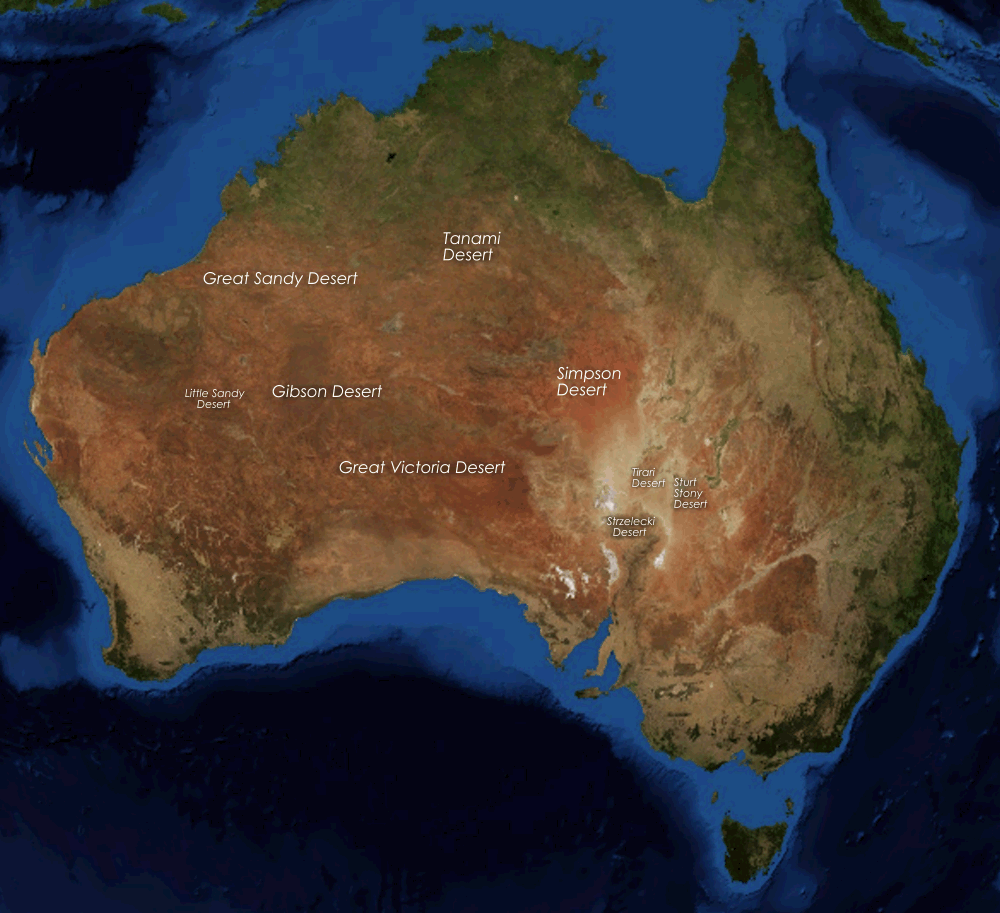
Deșerturile Australiei

Marele Deșert Nisipos (engleză Great Sandy Desert) este un ținut de deșert cu o densitate foarte mică a populației aflată în Australia de Nord-Vest. El ocupă suprafața de 360.000 km², fiind situat în statul Western Australia. Regiunea deșertului este o regiune de șes cu munți în regiunea Pilbara și   Kimberley. Marele Deșert Nisipos se continuă în sud cu Deșertul Gibson. Numai pe coasta de nord-vest se află câteva ferme de creștere a ovinelor în rest regiunea este nelocuită. Cantitatea medie anuală de precipitații este de 300 de mm, ploile aduse de muson fiind neregulate, iar apa din cauza căldurii mari ( 38 - 42 °C.) se evaporă repede. Iarna temperatura medie scade la valori între   25 - 30 °C.
1. ↑  Geographic Names Server, 11 iunie 2018